# Convenio de Bruselas sobre asistencia y salvamento en el mar
La Convención de Bruselas para la Unificación de Reglas Seguras con Respeto a la a Asistencia y salvamento en el Mar (en francés: Convention pour l'unification de certaines règles en matiere assistance et de sauvetage maritimes) es un tratado de salvamento marítimo que estuvo concluido el 23 de septiembre de 1910, en Bruselas, Bélgica.
En 2013, la convención se mantiene en vigor en encima 70 estados. Los estados que denunciaron la convención luego de aceptarla son Canadá, Croacia, Dinamarca, Alemania, Irán, Países Bajos, Nueva Zelanda, Noruega, España, y Suecia.
La Convención de Bruselas forma la base actual internacional de la ley de Salvamento marítimo. La Convención estuvo enmendada por un Protocolo emitido en Bruselas el 27 de mayo de 1967. De todos modos, la Convención de Bruselas ha sido anulada en algunos países por la Convención Internacional de Salvamento marítimo de 1989, la cual tomó efecto en 1996. Algunos estados que ratificaron la Convención de 1989 denunciaron la Convención.